# 1962年2月5日日食
1962年2月5日日食是一次日全食，發生於1962年2月5日（當天也是春節，而西半球為2月4日）。新月當天（即朔日），地球上觀測到月球和太阳的角距離極小，此時月球如果恰好在月球交點附近，穿過太阳和地球之間，與地球、太阳接近一直線，則會出現日食。月球本影接觸地表而使該區域完全得不到陽光，就會形成日全食，同時在本影兩側數千公里的半影範圍內遮擋部分陽光，形成日偏食。此次日全食經過了印尼、荷屬新幾內亞、巴布亞紐幾內亞領地、英屬索羅門群島、帕邁拉環礁，日偏食則覆蓋了大洋洲大部分及周邊部分地區。

## 日食概況

### 出現區域
印尼東加里曼丹省境內在2月5日日出時最先看到日全食，此後月球本影向東偏南貫穿印尼中東部、荷屬新幾內亞（今屬印尼），及澳大利亚海外領地、聯合國託管地巴布亞紐幾內亞領地（今巴布亚新几内亚），跨過所罗门海，穿過英屬索羅門群島（今所罗门群岛）北部，逐漸轉向東北，在阿羅賴島東南約220公里的洋面達到最大食分。不久後本影跨過國際日期變更線，繼續向東北劃過很長的洋面，途中覆蓋了美国的海外領土帕邁拉環礁，最終在2月4日日落時分結束於。
本次月球本影經過的陸地全都是島嶼，依次包括：
- 印度尼西亞：從東加里曼丹省中部（今北加里曼丹省分出後位於東加里曼丹省中部偏北）開始向東劃過南蘇拉威西省極北端（今西蘇拉威西省極北端），貫穿中蘇拉威西省、马鲁古省（今北马鲁古省西南部和马鲁古省北部）；
- 荷屬新幾內亞（今屬印尼）：經過今印尼西巴布亞省南部後自西向東貫穿巴布亞省；
- 巴布亞和紐幾內亞領地（今巴布亚新几内亚）：西部省北部、南高地省除南北兩側外的大部、恩加省南部、西高地省南半部、欽布省除北部外的大部、海灣省北部、東高地省除南北兩側外的絕大部分、莫雷貝省中部偏北；
- 英屬索羅門群島（英语：British Solomon Islands）（今所罗门群岛）：西部省北部、舒瓦瑟爾省南半部、伊莎貝爾省中北部、馬萊塔省的恩代島（英语：Ndai）；
- 巴尔米拉环礁。[3][4]

除了狹窄的全食帶內能看見日全食之外，月球半影覆蓋範圍內都能看到日偏食，包括中國大陸東南部、港澳、臺灣、日本西南部、中南半島東南部、馬來半島南端、馬來群島除蘇門答臘中西部外的大部、澳大利亚除西南和東南角外的大部、密克羅尼西亞島群、美拉尼西亚島群、玻里尼西亞島群中北部、阿拉斯加東南端、加拿大西南部沿海、美国西部、墨西哥西北部。其中國際日期變更線兩側大約各有一半，該線以西的部分在2月5日看到日食，以東部分在2月4日看到日食。

### 基本參數
- 類型：日全食
- 食甚中心處（位於阿羅賴島東南約220公里的太平洋）資料：
  - 時間：1962年2月5日0:12:03.8
  - 地點：4°13.8′S 178°3.7′E / 4.2300°S 178.0617°E
  - 食分：1.0430（全食帶內最大）
  - 日全食持續時間：4分7.9秒

## 觀測
日本京都大学的觀測隊前往巴布亞紐幾內亞領地的第二大城市、東部港口莱城觀測了日全食，完成了對光譜的分光光度法分析，並測量了內層日冕的光度。

## 相關的日食

### 1961-1964年的日食
月球交替位於相對的月球交點時，以半個交點年（食年），即約177天又4小時間隔出現下列日食。
| 降交點                                                         | 降交點                   |          | 升交點                  | 升交點 |
| 沙羅周期                                                       | 地圖                     | 沙羅周期 | 地圖                    |        |
| 120                                                            | 1961年2月15日 全食       | 125      | 1961年8月11日 環食      |        |
| 130                                                            | 1962年2月5日 全食        | 135      | 1962年7月31日 環食      |        |
| 140                                                            | 1963年1月25日 環食       | 145      | 1963年7月20日 全食      |        |
| 150                                                            | 1964年1月14日 偏食（南） | 155      | 1964年7月9日 偏食（北） |        |
| 註：1964年6月10日和1964年12月4日的日偏食屬於下一組交點年系列。 |                          |          |                         |        |

### 沙羅周期
沙羅週期長度為18年11天。本次日食屬於沙羅週期130，共包含73次日食，依次為1096年8月20日至1457年3月25日的21次日偏食、1475年4月5日至2232年7月18日的43次日全食、2250年7月30日至2394年10月25日的9次日偏食，總共歷時1298.17年。其中最長的全食發生於1619年7月11日，共持續了6分41秒。
下表列舉了1901年至2100年間發生的屬於該周期的日食，是第46至56次：
| 46            | 47            | 48            |
| ------------- | ------------- | ------------- |
| 1908年1月3日  | 1926年1月14日 | 1944年1月25日 |
| 49            | 50            | 51            |
| 1962年2月5日  | 1980年2月16日 | 1998年2月26日 |
| 52            | 53            | 54            |
| 2016年3月9日  | 2034年3月20日 | 2052年3月30日 |
| 55            | 56            |               |
| 2070年4月11日 | 2088年4月21日 |               |

## 資料來源
1. ↑  樊忠玉. . 中国天文科普网.   [2016-04-01]. （原始内容存档于2014-09-17）.
2. 1 2  Fred Espenak. . NASA Eclipse Web Site.   [2016-04-03]. （原始内容存档于2020-11-22）.（英文）
3. ↑  Fred Espenak. . NASA Eclipse Web Site.   [2016-04-03]. （原始内容存档于2020-10-20）.（英文）
4. ↑  Xavier M. Jubier. .   [2016-04-03]. （原始内容存档于2019-06-11）.（法文）（英文）
5. ↑  Fred Espenak. . NASA Eclipse Web Site.   [2016-04-03]. （原始内容存档于2008-08-29）.（英文）
6. ↑  Kiroki Kurokawa, Susumu Tominaga, Jun Kubota, Ichiro Kawaguchi. . Publications of the Astronomical Society of Japan. 1969, 21: 141–166  [2016-04-03]. （原始内容存档于2019-08-31）.（英文）
7. ↑  Fred Espenak. . NASA Eclipse Web Site.（英文）

## 外部連結
- NASA日食專頁（页面存档备份，存于）（英文）
- 可見區域圖和時間統計：由弗雷德·埃斯佩纳克做出的日食預報，NASA/GSFC
  - Google互動地圖呈現的日食範圍
  - 貝塞爾元素
- Google地圖顯示的日全食和日偏食範圍（页面存档备份，存于）（法文）（英文）

| \| \| 日食 \|                             |                             |                                           |
| 上一次日食： 1961年8月11日日食 （日環食） | 1962年2月5日日食 （日全食） | 下一次日食： 1962年7月31日日食 （日環食） |
| 上一次日全食： 1961年2月15日日食          | 1962年2月5日日食 （日全食） | 下一次日全食： 1963年7月20日日食          |
|                                           | 日食                        |                                           |